# Georg Wittig
Georg Wittig (Berlín, Alemanya, 1897 - Heidelberg, 1987) fou un químic alemany guardonat amb el Premi Nobel de Química l'any 1979.

## Biografia
Va néixer el 16 de juny de 1897 a la ciutat alemanya de Berlín. Va estudiar química a la Universitat de Tubinga, on es llicencià el 1924, i posteriorme realitzà el doctoarat a la Universitat de Marburg l'any 1926. A partir de l'any 1932 es dedicà a la docència de la química a la Universitat Tècnica de Brunsvic i posteriorment passà per les de Friburg i Heidelberg, on fou nomenat catedràtic de química orgànica l'any 1956, càrrec que ocupà fins a la seva jubilació.
Wittig morí el 26 d'agost de 1987 a la seva residència de la ciutat de Heidelberg, situada a l'estat alemany de Baden-Württemberg.

## Recerca científica
Especialista en química orgànica, realitzà la síntesi química dels alquens de la cetona i els aldehids usant la reacció de Wittig. Aquesta reacció suposà una nova via d'enllaç entre el carboni i el fòsfor, la qual cosa permet noves possibilitats per a la síntesi de substàncies actives.
L'any 1979 fou guardonat amb el Premi Nobel de Química, compartit amb Herbert C. Brown, pel desenvolupament de les unions de bor i fòsfor en reaccions importants en el camp de la síntesi orgànica.